# Єлейко Василь Іванович
Василь Іванович Єлейко (нар. 10 лютого 1948, Водяне) — український економіст та математик. Доктор економічних наук, професор, завідувач кафедри економетрії та статистики Львівської Комерційної Академії. Рідний брат Ярослава Івановича Єлейка.

## Біографія
Народився у с. Водяне Пустомитівського району Львівської області. У 1966 році закінчив Львівську середню школу № 11 з поглибленим вивченням математики. У 1966—1971 роках навчався на механіко-математичному факультеті Львівського державного університету імені Івана Франка. У 1973—1981 роках працював інженером, молодшим науковим співробітником і старшим науковим співробітником Інституту прикладних проблем механіки і математики НАН України. У цьому ж інституті у 1974—1978 роках навчався на заочній аспірантурі.
19 червня 1978 року достроково захистив дисертацію на здобуття наукового ступеня кандидата фізико-математичних наук на тему «Стохастичні температурні поля і напруження пружних тіл з шорсткими і гладкими поверхнями» (науковий керівник — кандидат фізико-математичних наук Р. М. Швець).
Протягом 1981 — 2001 років — доцент, професор кафедри інформаційних систем в менеджменті економічного факультету Львівського національного університету імені Івана Франка.
25 грудня 1992 року захистив дисертацію на здобуття вченого ступеня доктора економічних наук на тему «Регіональні проблеми ефективного використання ресурсів сільськогосподарського виробництва на основі ринкових моделей економіки» (науковий консультант — академік НАН України, доктор економічних наук, професор Долішній М. І.), доктор економічних наук з 25 грудня 1992 року, доцент — з 11 січня 1983 року), професор — з 21 лютого 1996 року.
Від 1994 року — професор Українського Вільного Університету в Мюнхені (Німеччина), в якому упродовж чотирьох років на літніх семестрах читав лекції з економетрії.
Від 2001 року — завідувач кафедри економетрії та статистики Львівської комерційної академії. 
Від 2014 року — завідувач кафедри менеджменту [Архівовано 31 січня 2020 у Wayback Machine.] Львівської комерційної академії (від 2016 року — Львівський торговельно-економічний університет).
Є членом двох Рад із захисту докторських дисертацій (Львівського національного університету імені Івана Франка та Інституту регіональних досліджень НАН України).

## Наукова діяльність
Займається побудовою економетричних ринкових моделей економіки на мікро- та макрорівнях, а саме:
- дослідженням впливу різних факторів на основні показники сільськогосподарського і промислового виробництва;
- побудовою і дослідженням моделей прогнозування;
- ринковими моделями ціноутворення;
- розробкою моделей фінансової діяльності підприємств, комерційних банків та страхових компаній.

### Монографії
- Єлейко В. І. Статистичний аналіз ресурсів сільськогосподарського виробництва. — Київ: УМК ВО, 1992. — 152 с.

Опублікував понад 120 наукових та науково-методичних публікацій. Підготував сім кандидатів економічних наук.

### Видані закордоном
- Yelejko W., Yelejko O., Kopych I. The method of choosing a trend model for short time series // Statistical Methods in Socioekonomic Researches — Theory and application. Proceedings of the Seminar (Krakow, 8—10 November, 1999). — Krakow, 2000.
- Yelejko W., Strutynsky R., Kopych I., Kowal R. Econometric Modeling of the Mean of the Capital Flow of the Commercial Banks // Przestrzenno-chasowe modeliowanie i prognozowsnie zjawisk gospodarchych. Materialy z XXII Ogolnopolskiego Seminarium Naukowego. — Krakow, 2001.

### Навчальні посібники
- Єлейко В. І. Економіко-статистичні методи моделювання і прогнозування. Навч. посібник. — Київ: УМК ВО, 1988. — 88 с.
- Єлейко В. І. Економетричні методи прогнозування. Навч. посібник. — Київ: УАДУ, 1988. — 116 с. (у співавторстві).
- Єлейко В. І. Моделювання зв'язків в економіці за допомогою регресійного аналізу. Навч. посібник. — Київ: УМК ВО, 1990. — 120 с.
- Єлейко В. І. Основи економетрії. Навч. посібник. — Львів: ТзОВ «Марка ЛТД», 1995. — 192 с.
- Єлейко В. І., Копич І. М., Боднар Р. Д., Демчишин М. Я. Економетрія. Навчальний посібник. — Львів: Видавництво Львівської комерційної академії, 2007. — 352 с.
- Єлейко В. І., Боднар Р. Д., Демчишин М. Я. Економетричний аналіз діяльності підприємств. Навчальний посібник. — Тернопіль: Навчальна книга-Богдан, 2011. — 362 c.
- Єлейко В. І., Миронов Ю. Б. Демчишин М. Я., Боднар Р. Д. Економетричний аналіз інноваційної діяльності підприємств. Навчальний посібник. — Львів: Видавництво Львівського торговельно-економічного університету, 2016. — 220 c.

### Публікації
- Єлейко В. І. Вагомий внесок у дослідження економічних систем / В. І. Єлейко // Регіональна економіка. — 2012. — № 2 (64). — С. 200—201.
- Єлейко В. І. Актуальне дослідження кооперативних систем / В. І. Єлейко // Регіональна економіка. — 2010. — № 2 (56). — С. 220—222.